# 3410 Vereshchagin
3410 Vereshchagin (1978 SZ7) là một tiểu hành tinh vành đai chính được phát hiện ngày 16 tháng 9 năm 1978 bởi Lyudmila Zhuravleva ở Nauchnyj. Nó được đặt theo tên the Russian painter Vasily Vereshchagin.